# Andrej Golja
Andrej Golja, slovenski kmečki upornik, * neznano, † 21. april 1714, Gorica.
Andrej Golja je bil eden od voditeljev velikega tolminskega kmečkega upora leta 1713. Pisatelj Ivan Pregelj je v knjigi Štefan Golja in njegovi zapisal, da je bil doma z Grahovega ob Bači. Usmrčen je bil na Travniku v Gorici skupaj z Andrejem Laharnarjem, Štefanom Maražem in Simonom Goljo.